# Acidota
Acidota es un género de escarabajos de la familia Staphylinidae.

## Especies
- Acidota brevis
- Acidota crenata
- Acidota cruentata
- Acidota daisetsuzana
- Acidota montana
- Acidota nivicola
- Acidota quadrata
- Acidota semisericea
- Acidota subcarinata